# Luffa operculata
La calabaza estropajo, esponjilla, esponjuelo, lufa salvaje o pepino de monte (Luffa operculata) es una especie de planta de la familia de las cucurbitáceas (Cucurbitaceae).  

## Descripción
Se distribuye principalmente desde México hasta Brasil. Es una planta trepadora fructífera que puede alcanzar una altura de aproximadamente 3 metros. Sus ramificaciones presentan ángulos distintivos. 
Las hojas son grandes y tienen una forma similar a un riñón o corazón, con de tres a cinco lóbulos y una longitud de 10 a 12 cm. 
Las flores auxiliares son tubulares y de color amarillo pálido, que dan lugar a un fruto comestible del tamaño de una ciruela. 
El fruto tiene un aspecto grisáceo o marrón oscuro cuando madura, es una cápsula con espinas, semejante a una calabacita. En su interior, el fruto es pulposo y fibroso, conteniendo pequeñas semillas planas de color marrón oscuro.

## Usos
Se cultiva principalmente por su fruto fibroso, el cual, cuando está completamente maduro, se utiliza como una esponja fibrosa para diversos fines de limpieza.
También se cultiva en jardines y patios como planta ornamental, y en lugares más fríos, puede ser cultivada en interiores como planta de interior.
La infusión del fruto se usa, por vía oral, para tratar alcoholismo, fiebre, mordedura de serpientes, ciática, oftalmia crónica, sífilis y tiña, ictericia e hidropesía; toda la planta es muy amarga y su decocción es un purgante drástico.
Tópicamente la inhalación del extracto acuoso del fruto produce alivio de la congestión nasal que se presenta en la sinusitis; la infusión del fruto tierno se usa para lavar el cabello, combatir la tiña, y cicatrizar llagas.
En su forma seca se usa como estropajo, aunque es pequeño y muy irritante, para usar para ese fin recomiendan blanquearlo con gas de azufre en una cámara cerrada.
Un linimento a base del fruto y decocciones de la raíz se aplica tópicamente para tratar llagas, heridas, tumores y cáncer; un ungüento de la hoja y fruto se usa para tratar la sinusitis.
Se le atribuye propiedades abortiva, catártica, diurética, emética, irritante, mucolítica, purgante y sudorífica.

## Taxonomía
La especie fue descrita inicialmente como Momordica operculata por Carlos Linneo y publicado en Systema Naturae, Editio Decima 2: 1278, en 1759, actualmente es tanto un sinónimo como el basónimo de esta; ulteriormente, sería transferida al género Luffa por Célestin Alfred Cogniaux en Flora Brasiliensis 6(4): 12–13, t. 1, en 1878.

#### Etimología
Ver: Luffa
operculata: epíteto latino que significa "tapadera pequeña", haciendo referencia a los opérculos que poseen los frutos de la especie. 

## Galería

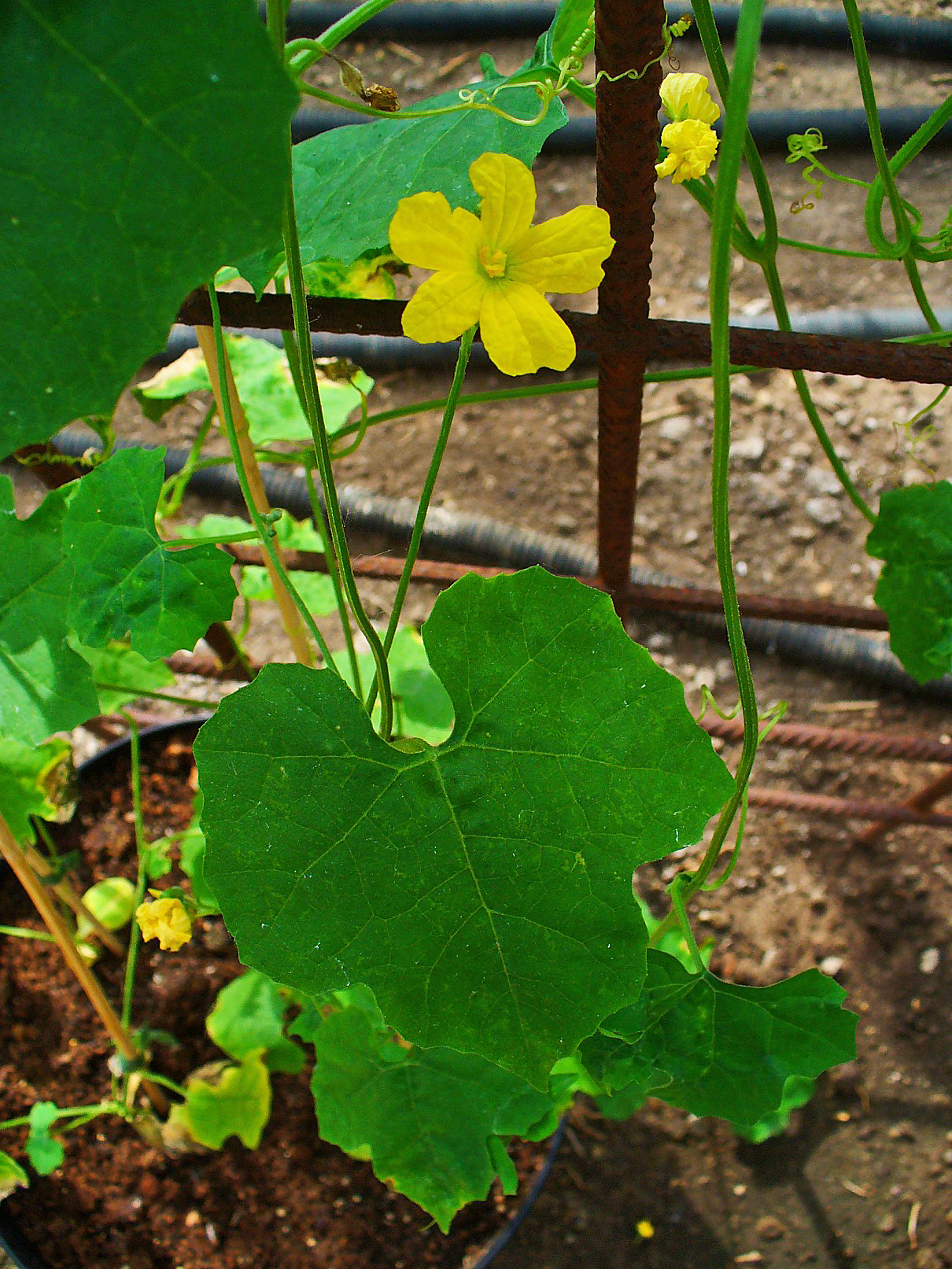
Vista distal de una flor en antesis, hoja.
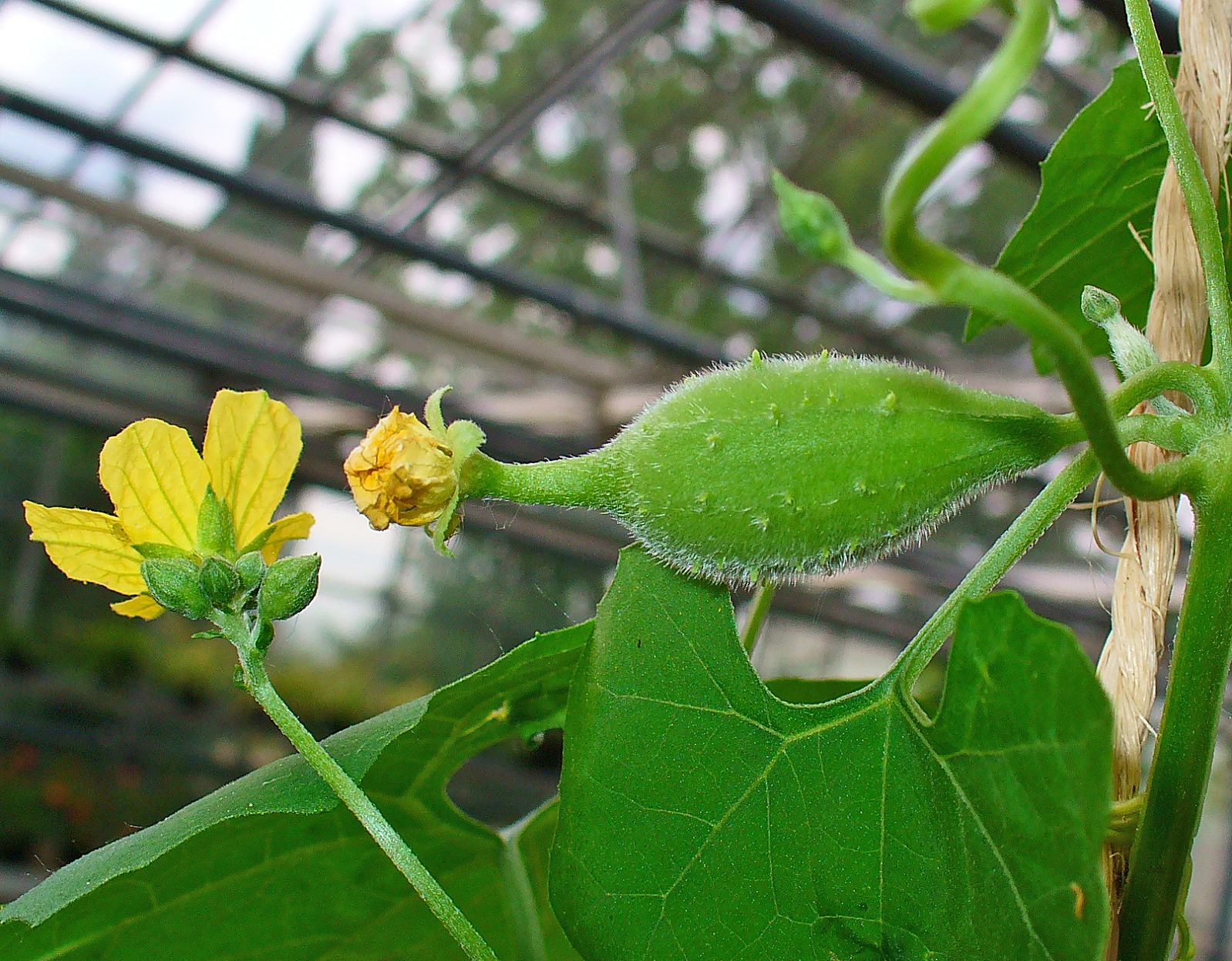
Vista lateral de flor masculina (izquierda) y el resto de la inflorescencia masculina aún como yema, y flor femenina con los pétalos ya cerrados (derecha).
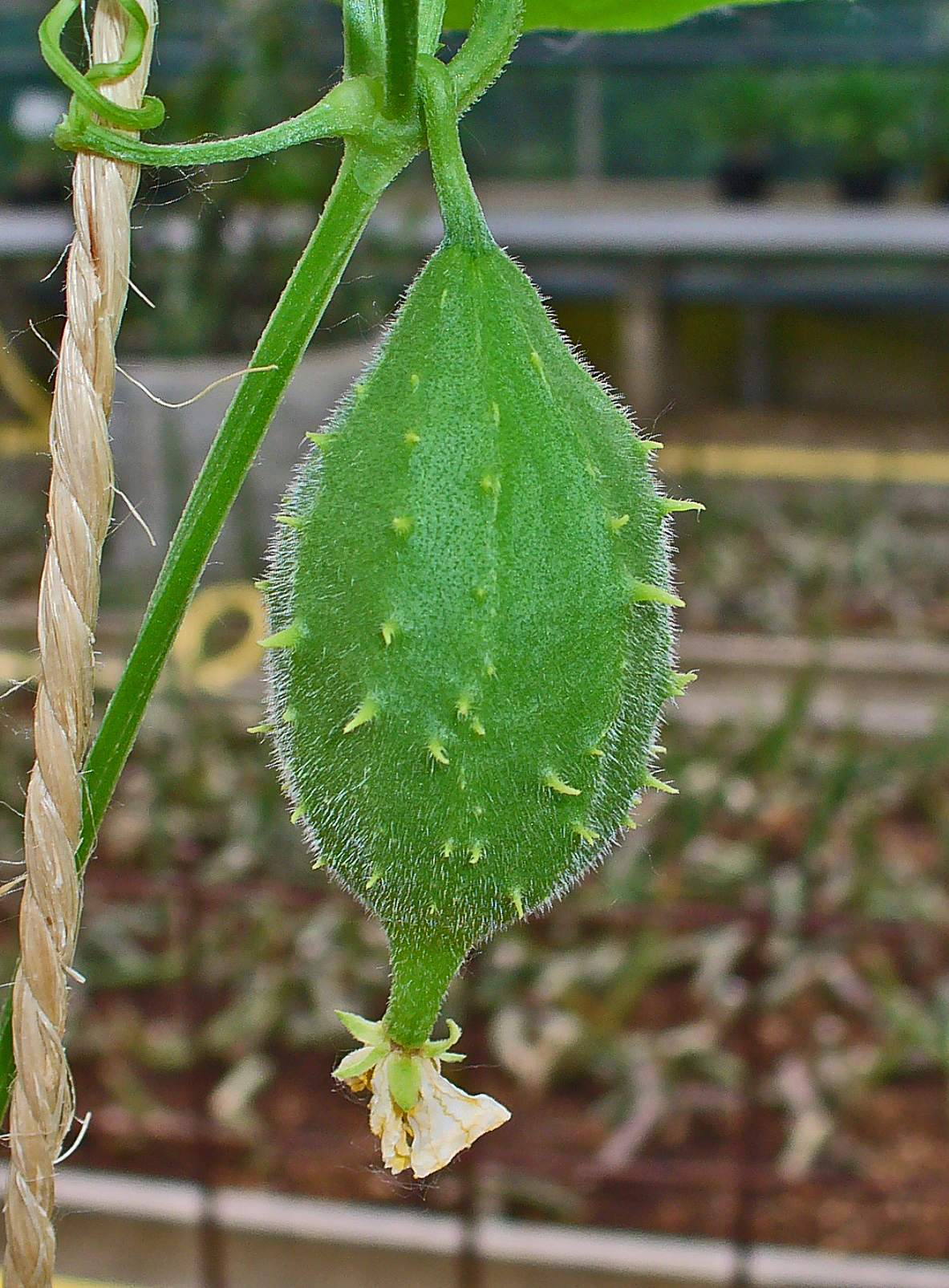
Fruto inmaduro, pétalos marchitos.
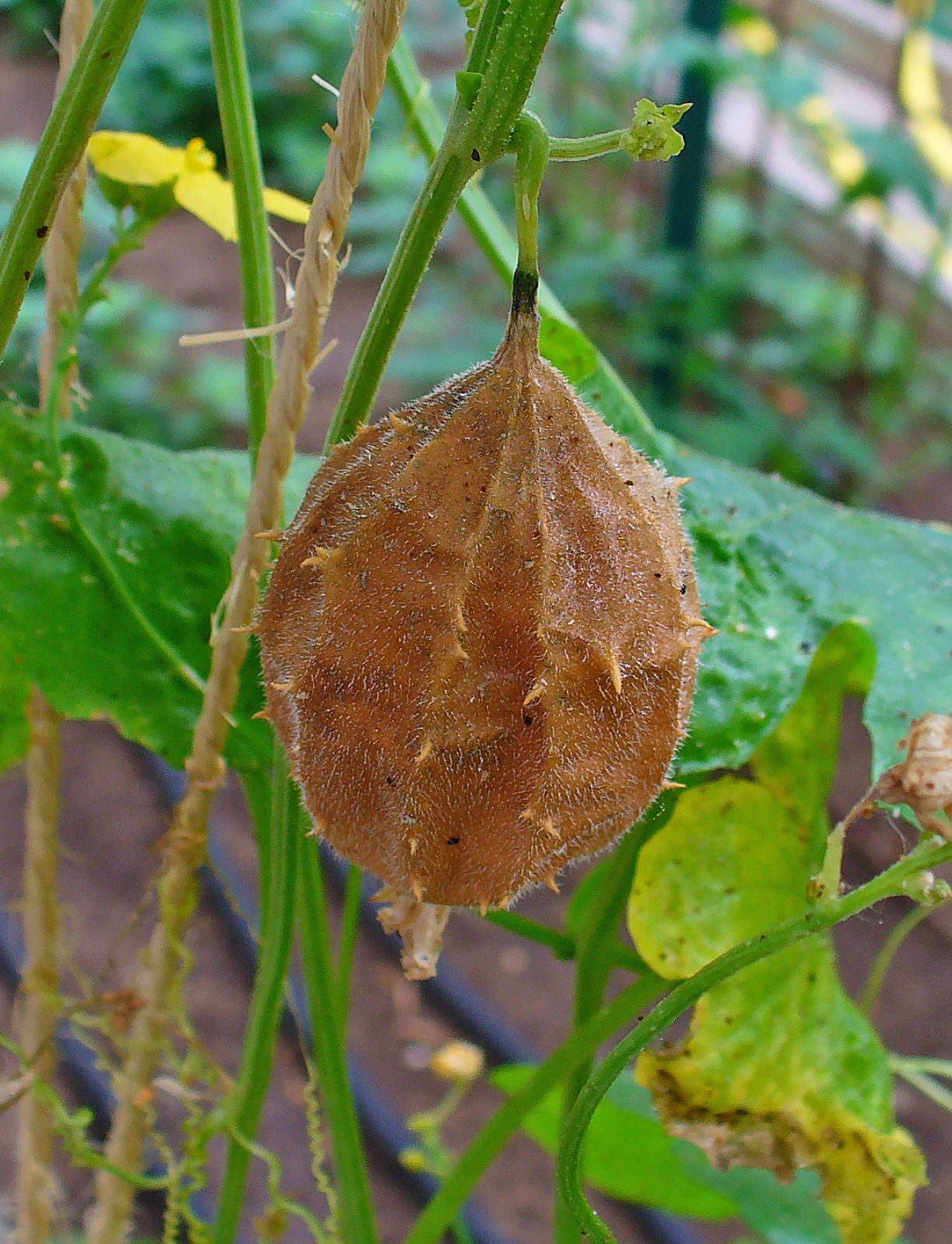
Fruto maduro, pedúnculo marchitándose.
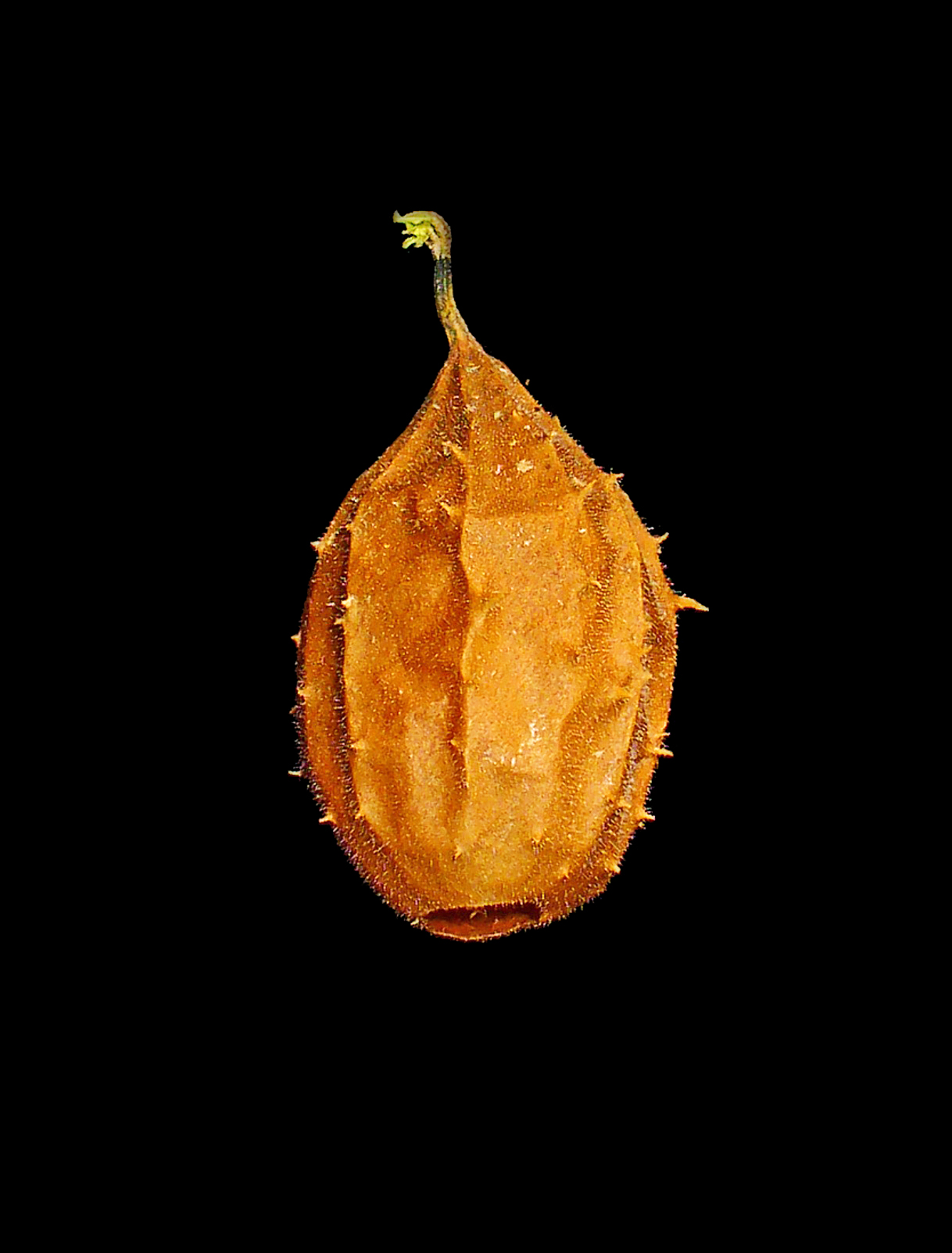
Vista lateral, se observa el opérculo.
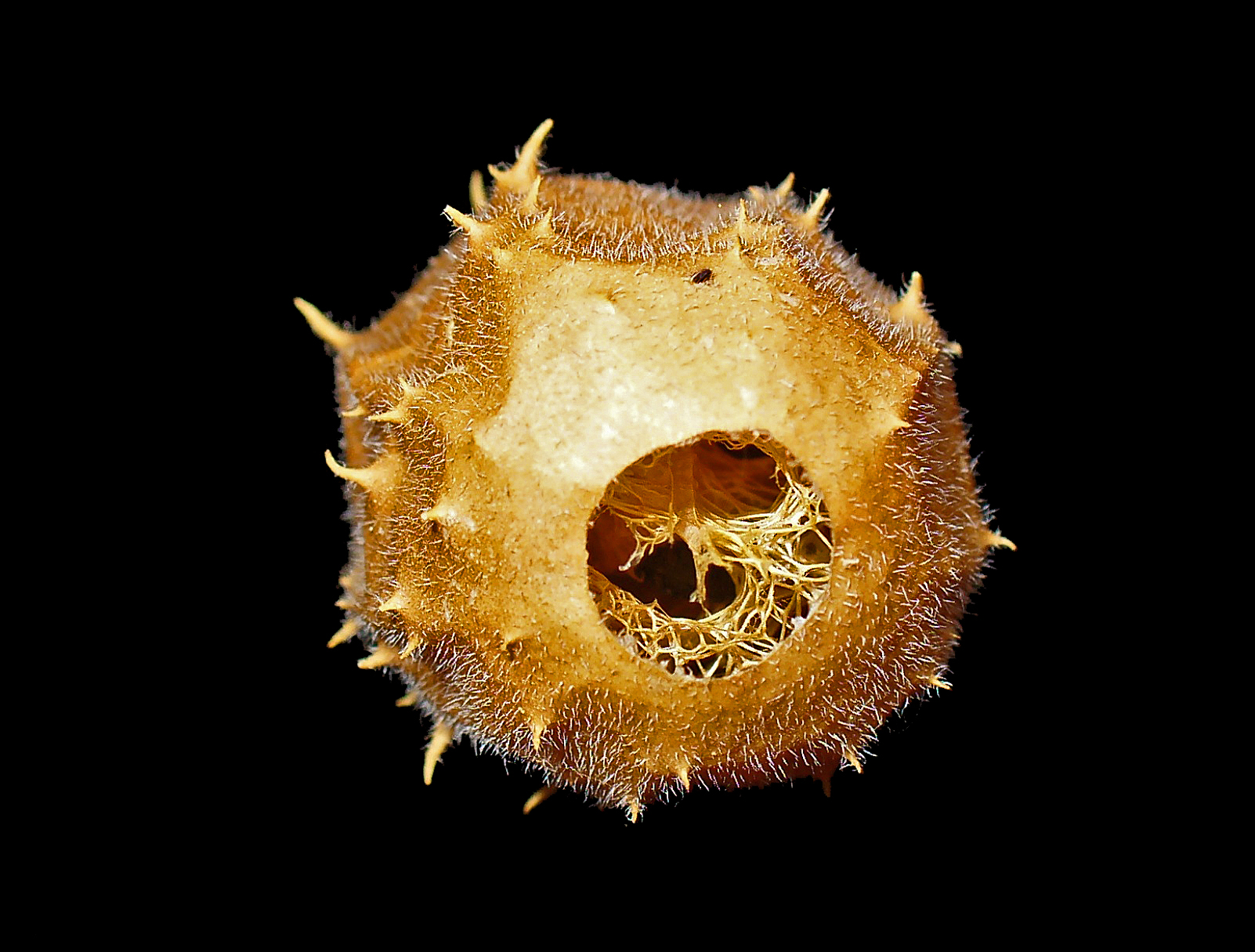
Vista distal, opérculo abierto por el que se caen las semillas.
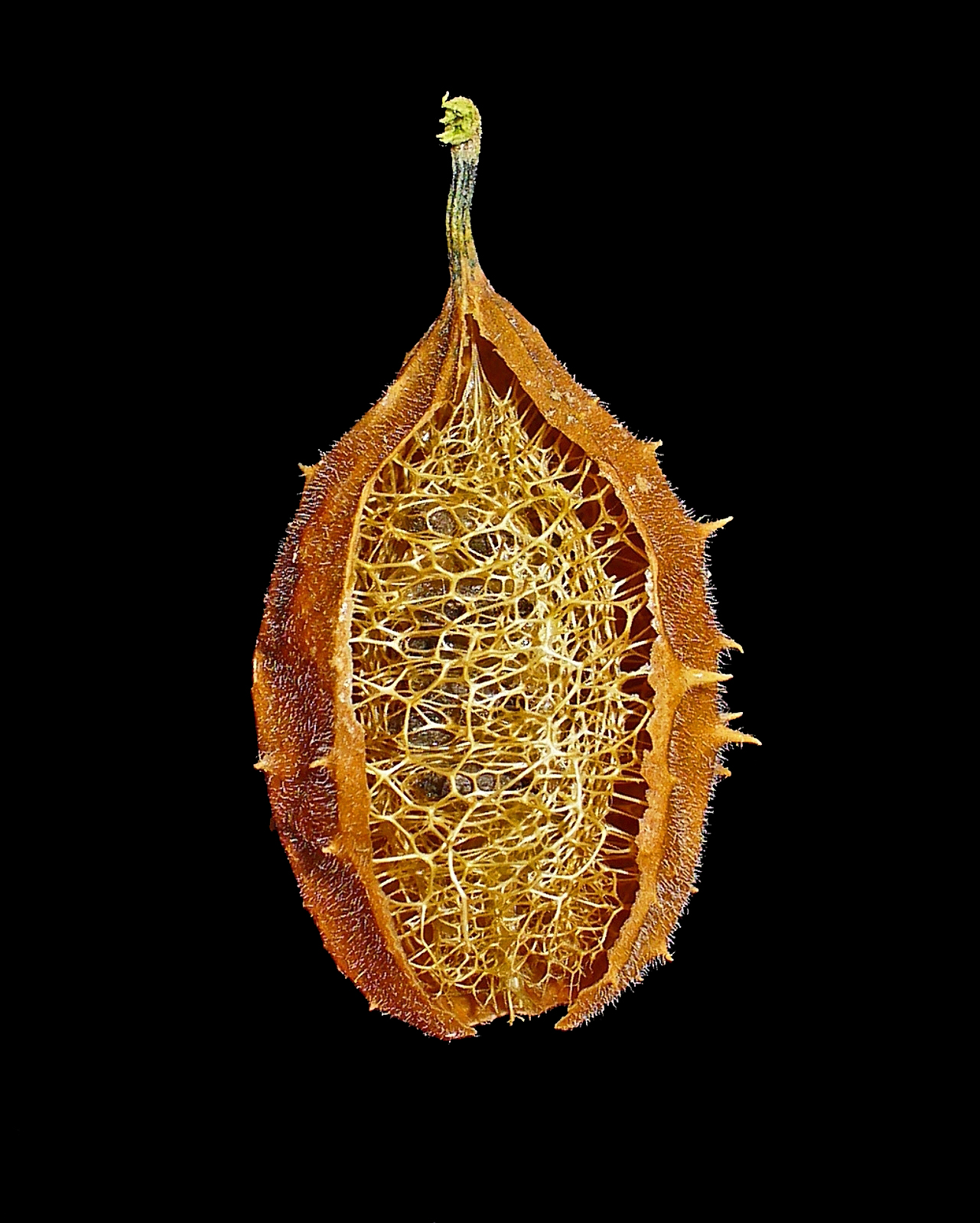
Exocarpio retirado.
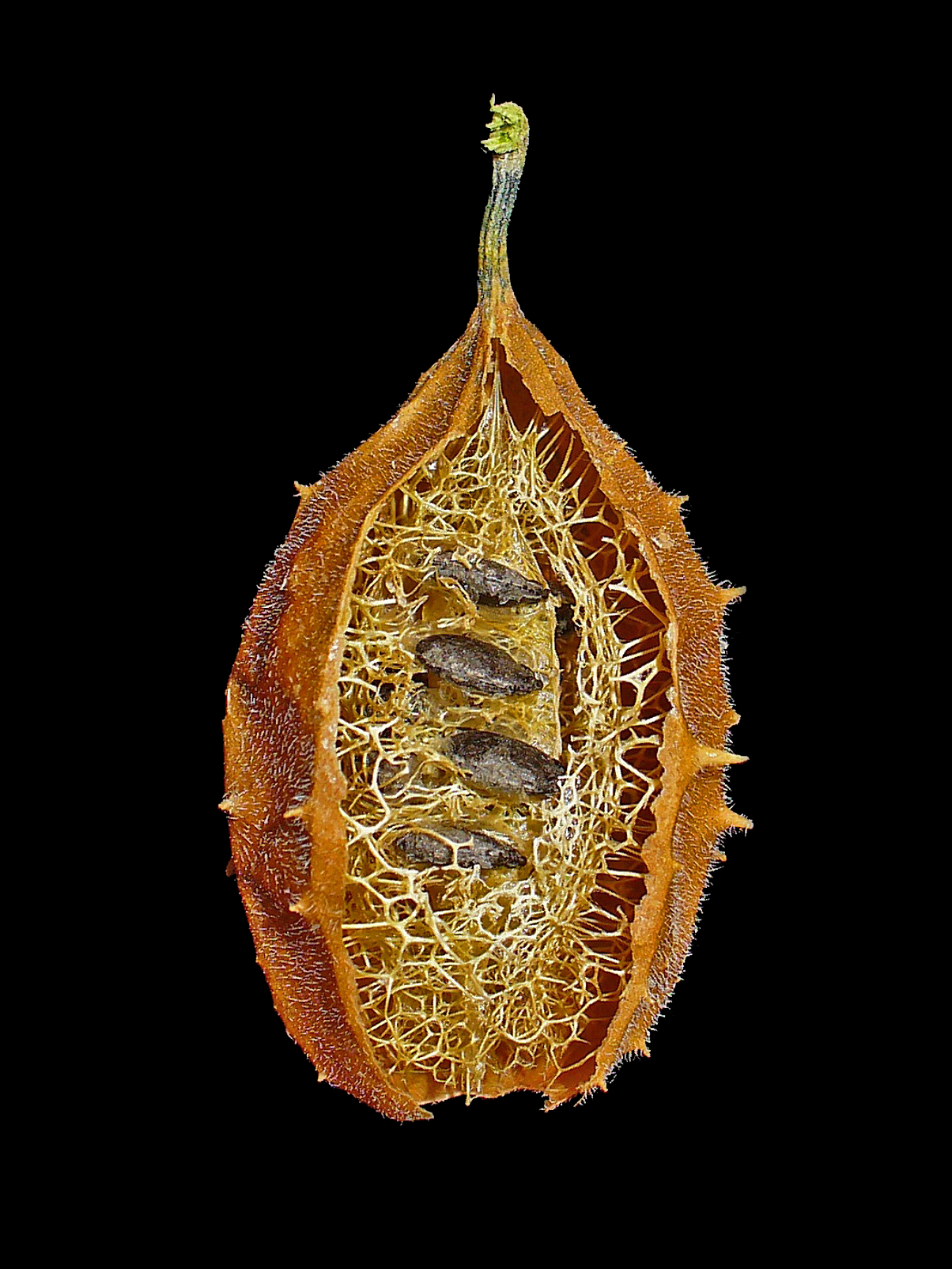
Parte del mesocarpio fibroso retirado, se observan las semillas de orientación lateral.